# Antti Munukka
Antti Munukka (Helsinki, 3 marzo 1982) è un arbitro di calcio finlandese.

## Carriera
Diviene internazionale nel 2010. E famoso per aver arbitrato Italia-Malta e Copenhagen-Molde FK.
Nel giugno 2013 è selezionato dall'UEFA in qualità di arbitro di porta per gli Europei under 21 in Israele..